# Hojo Yoshimune
Hojo Yoshimune (Japans: 北条義宗) (1253 - 16 september 1277) van de Hojo-clan was de zesde kitakata rokuhara tandai (hoofd binnenlandse veiligheid te Kioto) van 1271 tot aan zijn dood in 1277. 